# Freddie Prinze junior

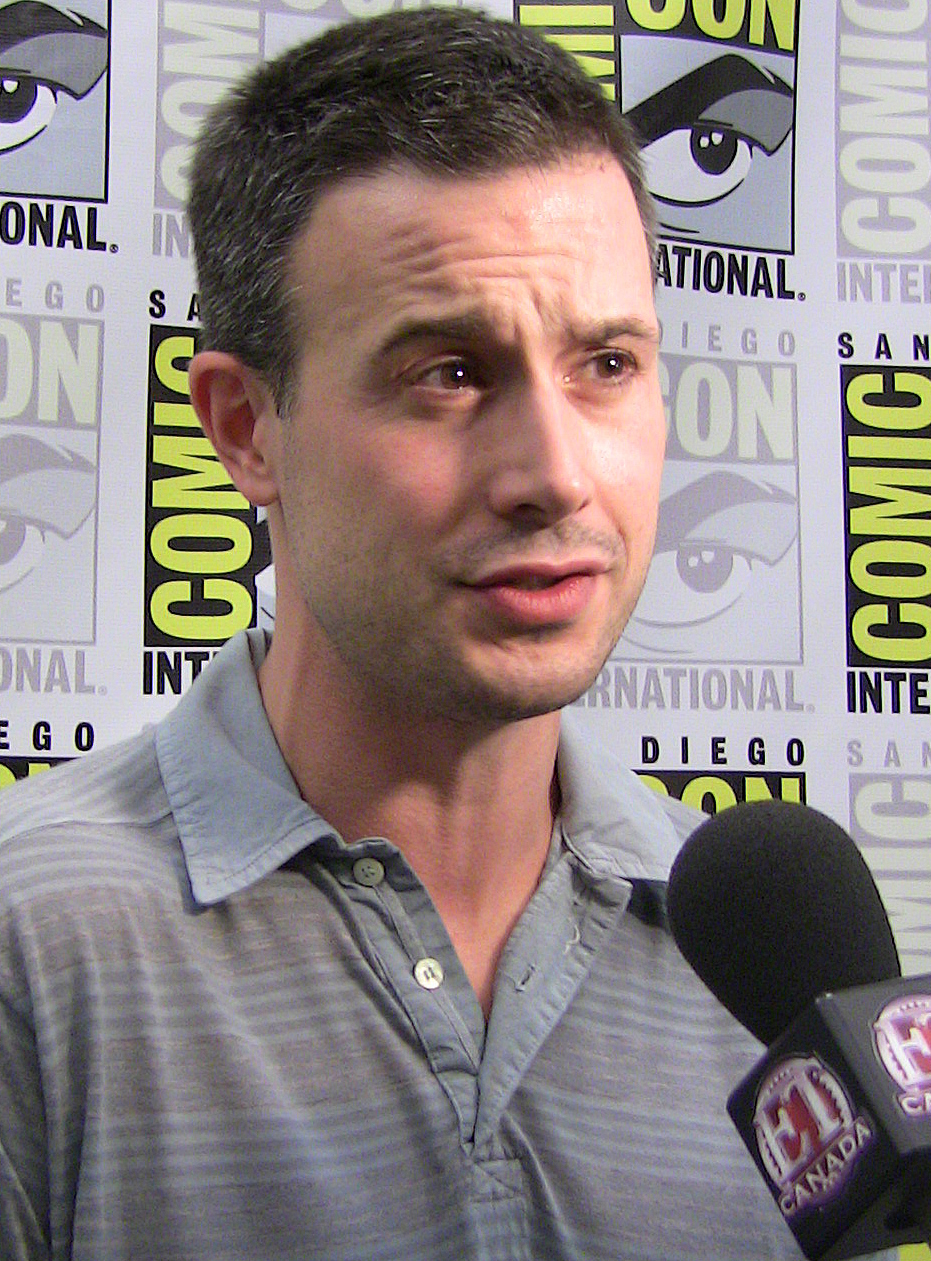
Freddie Prinze jr. bei der San Diego Comic-Con 2009

Freddie James Prinze junior (* 8. März 1976 in Los Angeles, Kalifornien) ist ein US-amerikanischer Filmschauspieler und Synchronsprecher.

## Werdegang
Freddie Prinze junior ist der einzige Sohn des amerikanischen Schauspielers und Komikers Freddie Prinze, der im Januar 1977 an einer selbst beigebrachten Schussverletzung starb. Nach dem Tod seines Vaters wuchs er in Albuquerque im Bundesstaat New Mexico auf. Nach seinem High-School-Abschluss 1994 zog er zurück nach Los Angeles. Seit dem Jahr 2002 ist Prinze mit der Schauspielerin Sarah Michelle Gellar verheiratet. Im September 2009 bekam das Paar eine Tochter und im September 2012 einen Sohn.
Nach einigen kleineren Fernsehauftritten spielte er 1996 in dem Liebesdrama Schatten einer Liebe mit Michelle Pfeiffer und Claire Danes. Seinen endgültigen Durchbruch schaffte er 1997 als Ray Bronson mit Ich weiß, was du letzten Sommer getan hast, in dem auch Jennifer Love Hewitt und seine spätere Frau Sarah Michelle Gellar mitwirkten. Ab 2004 hatte er Gastauftritte in David E. Kelleys erfolgreicher Anwaltsserie Boston Legal. Er spielt dort Donny Crane, den Sohn der von William Shatner dargestellten Hauptfigur Denny Crane. In der 8. Staffel der Echtzeitserie 24 stand er in der Rolle des Cole Ortiz vor der Kamera. Ab 2014 lieh er im englischen Original dem Jedi Kanan Jarrus in der animierten Serie Star Wars Rebels seine Stimme. Diesen sprach er in Folge auch in weiteren Star-Wars-Produktionen. Darüber hinaus ist er auch in Filmen und Videospielen als Synchronsprecher tätig.
2008 verstärkte er das Kreativteam von World Wrestling Entertainment (WWE). Prinze ist ein erklärter Wrestling-Fan und hatte in diesem Jahr schon einige Berührungen mit der Liga: Er war bei WrestleMania im Publikum, bei der Hall-of-Fame-Zeremonie, hatte einen Gastauftritt im „Dirt Sheet“ von John Morrison und The Miz und bloggte für „Fan Nation“, die Social-Networking-Seite der WWE. Am 17. August 2009 hatte er einen Gastauftritt bei RAW, wobei er den General Manager von Monday Night Raw spielte.
Im Jahr 2016 veröffentlichte er mit Back To The Kitchen ein Kochbuch.

## Filmografie (Auswahl)
- 1995: Alle unter einem Dach (Family Matters, Fernsehserie, Episode 6x15)
- 1996: Schatten einer Liebe (To Gillian on Her 37th Birthday)
- 1997: Die Herzbuben (The Sparkler)
- 1997: Ich weiß, was du letzten Sommer getan hast (I Know What You Did Last Summer)
- 1997: Wer hat Angst vor Jackie-O.? (The House of Yes)
- 1997: Todesschüsse an der Highschool (Detention: The Siege at Johnson High)
- 1998: Ich weiß noch immer, was du letzten Sommer getan hast (I Still Know What You Did Last Summer)
- 1998: Money Kings
- 1999: Eine wie keine (She’s All That)
- 1999: Wing Commander
- 2000: Den Einen oder Keinen (Down to You)
- 2000: Boys, Girls & a Kiss (Boys and Girls)
- 2001: Summer Catch
- 2001: Hals über Kopf (Head Over Heels)
- 2002: Scooby-Doo
- 2002: Friends (Fernsehserie, Episode 9x06)
- 2004: Scooby Doo 2 – Die Monster sind los (Scooby Doo 2: Monsters Unleashed)
- 2004–2006: Boston Legal (Fernsehserie, 3 Episoden)
- 2005: The Shooting Gallery
- 2005–2006: Freddie (Fernsehserie, 22 Episoden)
- 2005–2022: Robot Chicken (Fernsehserie, 7 Episoden, Stimme)
- 2006: Happy Fish – Hai-Alarm und frische Fische (Shark Bait, Stimme)
- 2007: Brooklyn Rules
- 2007: Es war k’einmal im Märchenland (Happily N’Ever After, Stimme)
- 2007: New York City Serenade
- 2008: Jack & Jill gegen den Rest der Welt (Jack and Jill vs. the World)
- 2010: 24 (Fernsehserie, Episoden 8x01–8x24)
- 2010: Psych (Fernsehserie, Episode 5x03)
- 2013: Witches of East End (Fernsehserie, 2 Episoden)
- 2013–2014: Bones – Die Knochenjägerin (Bones, Fernsehserie, 2 Episoden)
- 2014–2018: Star Wars Rebels (Fernsehserie, 70 Episoden, Stimme von Kanan Jarrus)
- 2016: Bordertown (Fernsehserie, Episode 1x01, Stimme)
- 2019: Star Wars: Der Aufstieg Skywalkers (Star Wars: The Rise of Skywalker, Stimme von Kanan Jarrus)
- 2019: Killer Skin (Kurzfilm)
- 2019–2020: GEGG WARS: Galaxy of Crime (Fernsehserie, 6 Episoden)
- 2021: Star Wars: The Bad Batch (Fernsehserie, Episode 1x01, Stimme von Caleb Dume)
- 2021: Punky Brewster (Fernsehserie, 10 Episoden)
- 2022: Clerks III
- 2022: Christmas with You
- 2023: Glisten and the Merry Mission (Stimme)
- 2024: The Girl in the Pool
- 2025: Ich weiß, was du letzten Sommer getan hast (I Know What You Did Last Summer)

## Andere Medien
- 2012: Im Spiel Mass Effect 3 spricht er den Charakter James Vega
- 2014: Im Spiel Dragon Age: Inquisition spricht er den Charakter The Iron Bull
- 2015: Im Spiel Disney Infinity 3.0 spricht er den Charakter Kanan Jarrus
- 2015: Im Spiel Star Wars: Rebels – Recon Missions spricht er den Charakter Kanan Jarrus
- 2021: Im Spiel Mass Effect: Legendary Edition spricht er den Charakter Lt. James Vega